# Витерсхайм, Густав фон
Густав Антон фон Витерсхайм (нем. Gustav Anton von Wietersheim; 1884—1974) — немецкий военачальник и военный деятель, генерал пехоты вермахта (1938).

## Биография
После окончания кадетского института Густав Антон фон Витерсхайм присоединился к прусской армии в звании прапорщика в 1902 году, а в 1903 году получил звание лейтенанта 4-го гвардейского гренадерского полка королевы Августы. В начале Первой мировой войны получил звание капитана. В 1917 году командирован в Большой генеральный штаб, а затем в штаб дивизии 3-й дивизии и в штаб 25-го резервного корпуса. После окончания войны он был принят в Рейхсвер и в 1925 году получил звание майора. Затем последовало командование в министерстве рейхсвера, где он работал в отделе армейской подготовки в управлении войск. В феврале 1929 года он возглавил батальон 17-го пехотного полка в Госларе, а в следующем году получил звание подполковника. В 1932 году он стал начальником штаба 3-й кавалерийской дивизии, а в следующем году стал полковником и начальником штаба 3-й пехотной дивизии.
В 1934 году его снова перевели в министерство Рейхсвера, где он в течение года возглавлял армейский отдел. Эта должность, «подчинявшаяся непосредственно начальнику Генерального штаба», подразумевала контроль нескольких отделов Генерального штаба, «осуществлявших командование оперативным, транспортным и снабженческим отделами». Получив звание генерал-лейтенанта в апреле 1936 года, он был заменён Эрихом фон Манштейном и 1 октября того же года принял на себя командование 29-й пехотной дивизией — его первая реальная должность вне внутренней командной структуры Генерального штаба.
1 февраля 1938 года Витерсхайм был произведён в генералы пехоты и 1 апреля вступил в должность командующего только что сформированным 14-м моторизованным армейским корпусом в Магдебурге. 10 августа 1938 года Витерсхайм был вызван в Бергхоф, баварскую ставку Гитлера, вместе с группой других высокопоставленных начальников штабов Вермахта, чтобы Гитлер мог попытаться убедить их в том, что вторжение в Чехословакию было хорошим планом действий. Большинство генералов не убедили доводы Гитлера, но генералы Йодль и Манштейн позже заметили, что Витерсхайм, который был самым высокопоставленным офицером при исполнении служебных обязанностей, был единственным присутствующим, кто прямо спорил с Гитлером о недостатках его плана, а именно о том, что вторжение в Чехословакию оставит Западный вал вдоль немецко-французской границы слабым и рискует быть захваченным в течение несколько недель, если французские силы решат атаковать. Йодль сообщил в своём дневнике, что Гитлер «пришёл в ярость» и закричал на Витерсхайма: «Говорю вам, господин генерал … [Западный вал] будет удерживаться не только три недели, но и три года!»
Участвовал во вторжении в Польшу в 1939 году. Сражался при Радоме и при осаде Варшавы, а также в битве при Коцке между 2 и 5 октября. Это была последняя битва этой кампании. В 1940 году он принял участие в Западной кампании и в 1941 году в Балканской кампании. 20 апреля 1941 года был награждён Рыцарским крестом Железного креста.

### Восточный фронт
С началом втрожения в СССР корпус вошёл в состав 1-й танковой группы (группа армий «Юг»). Участвовал, в том числе, в боях под Уманью, Киевом и Ростовом; зимой 1941/42 года его корпус оборонял позиции на Миусе.
Сталинград
21 июня 1942 года корпус был переименован в 14-й танковый и в августе 1942 года передан в состав 6-й армии для наступления на Сталинград. 23 августа, совершив стремительный бросок в плацдарма на левом берегу Дона, танки 16-й танковой дивизии корпуса, преодолев за день более 50 км, первыми вышли к Волге на северной окраине Сталинграда у пос. Спартановка. После массированного налёта люфтваффе, совершенного накануне, а также в результате неконтролируемого пожара, город представлял собой дымящиеся развалины.  14 сентября 1942 года за отказ вводить силы корпуса в развалины Сталинграда Паулюс отстранил Витерсхайма от командования; впоследствии Гитлер перевёл его в «резерв фюрера».  В дальнейшем не служил, кроме кратковременного эпизода в Померанском фольксштурме в 1945 году.
Витерсхайм, как и большинство высокопоставленных немецких генералов, давал показания на послевоенных Нюрнбергских военных трибуналах, проводившихся с 1946 по 1949 год. Был допрошен 13 февраля 1948 года.
Умер в 1974 году в Бонне, столице Западной Германии.

## Воинские звания
- Фенрих (30 декабря 1902)
- Второй лейтенант (22 июня 1903)
- Первый лейтенант (1909)
- Капитан (8 апреля 1914)
- Майор (1 апреля 1925)
- Оберст-лейтенант (1 февраля 1930)
- Оберст (1 ноября 1932)
- Генерал-майор (1 июля 1934)
- Генерал-лейтенант (1 апреля 1936)
- Генерал пехоты (1 февраля 1938)
- Фольксштурмманн (1945)